# قاع المدينة (مسلسل)
قاع المدينة، مسلسل سوري كتبه محمد العاص وأخرجه سمير حسين.

## بطولة
- أيمن زيدان.
- منى واصف.
- باسم ياخور.
- غسان مسعود.
- خالد تاجا.
- عبد المنعم عمايري.
- ديمة قندلفت.
- أحمد الأحمد.
- لينا حوارنة.
- جيني إسبر.
- دانا جبر.
- دينا هارون.
- كندة حنا.

## قصة المسلسل
تدور أحداث المسلسل في إحدى العشوائيّات، والأحياء الفقيرة التي تكاثرت هذه الأيام حول مدينة دمشق. فقر، ظلم، جريمة، تلاشي الطبقة الوسطى، ومجموعة من الحكايات المتشابكة المتداخلة يرويها هذا المسلسل، وأبطاله نماذج من سكان هذا الحيّ الفقير، تمتد حركتهم إلى خارجه، بحكم العمل أو الدراسة، فتتقاطع مصائرهم مع مصائر بعض الأشخاص من سكان الأحياء الأخرى للمدينة، وأساليب عيشهم المختلفة، ومستوياتهم الثقافية والمالية الأعلى، فيحدث تقارب وتنافر فيما بين العالمين، تحكمه المصالح، والرغبات، والأهداف المختلفة. النجم السوري أيمن زيدان، النجمة الكبيرة منى واصف، وغيرهما من كبار النجوم، كخالد تاجا، غسان مسعود، وباسم ياخور، فقراء تتناشلهم القيم الإنسانيّة والأخلاقيّة من جهة، الأخطاء، الطيش، السلبيّات، ومستلزمات الحياة الكريمة من جهة أخرى، ويعيشون صراعات نفسيّة بين النزاهة والوضاعة، الخطيئة والخلاص، الهزيمة والبطولة، في «قاع المدينة»، كما في قاع البحر، حيث الكثير من الصخب، والعنف، والتيّارات الخفيّة. مخرج العمل سمير حسين يلفت إلى أن المسـلسـل يزدحم بالأحداث والشـــخصيات من مختلف الشرائح الاجتماعية، في بناء درامي شـــديد التماسك والتشـويق، ويهدف إلى تكريـــس القيم الإيجابية في الحياة الإنســـانية، تمهيداً لنبذ الشرور وتجنّبها، بأسلوب درامي جذاب بعيد عن المباشرة والخطابة، كما يقدّم الفقراء في قالب إنساني نفسي. مسلسل «قاع المدينة»: سوري اجتماعي.